# Claire Chazal
Claire Chazal (pronunciat: [klɛːʁ ʃazal] ) (1 desembre 1956) és una periodista francesa, escriptora de novel·les, i antiga directora de les notícies del primer canal de televisió TF1.
D'ençà el 1991, Chazal fou la presentadora del telenotícies del cap de setmana de TF1 fins a la seva darrera emissió el 13 de setembre de 2015. Anne-Claire Coudray, qui sovint l'havia substituïda quan era absent, fou la seva reemplaçant. Entre 2010 i 2015, també va presentar el programa Reportages a les 13ː30, després de la notícies.
Va presentar Je/nous de Claire una xerrada-espectacle al canal de televisió gai Pink TV que va ajudar a iniciar el 2004. El títol d'aquest programa juga fonèticament amb el de la pel·lícula francesa Le Genou de Claire.
Chazal va obtenir un diploma a l'Escola d'administració HEC (París).